# 细胞破碎
细胞破碎技术是指利用外力破坏细胞膜和细胞壁，使细胞内容物包括目的产物成分释放出来的技术，是分离纯化细胞内合成的非分泌型生化物质（产品）的基础。
结合重组DNA技术和组织培养技术上的重大进展，以前认为很难获得的蛋白质现在可以大规模生产。

## 细胞破碎阻力

### 细菌
几乎所有细菌的细胞壁都是由肽聚糖（peptidoglycan）组成，它是难溶性的聚糖链（glycan chain），借助短肽交联而成的网状结构，包围在细胞周围，使细胞具有一定的形状和强度。短肽一般由四或五个氨基酸组成，如L-丙氨酰-D-谷氨酰-L-赖氨酰-D-丙氨酸。而且短肽中常有D-氨基酸与二氨基庚二酸存在。
破碎细菌的主要阻力是来自于肽聚糖的网状结构，其网结构的致密程度和强度取决于聚糖链上所存在的肽键的数量和其交联的程度，如果交联程度大，则网结构就致密。

### 酵母菌
酵母细胞壁的最里层是由葡聚糖的细纤维组成，它构成了细胞壁的刚性骨架，使细胞具有一定的形状，覆盖在细纤维上面的是一层糖蛋白，最外层是甘露聚糖，由1,6一磷酸二酯键共价连接，形成网状结构。在该层的内部，有甘露聚糖-酶的复合物，它可以共价连接到网状结构上，也可以不连接。与细菌细胞壁一样，破碎酵母细胞壁的阻力主要决定于壁结构交联的紧密程度和它的厚度。

### 真菌
霉菌的细胞壁主要存在三种聚合物，葡聚糖（主要以β-1,3糖苷键连接，某些以β-1,6糖苷键连接），几丁质（以微纤维状态存在）以及糖蛋白。最外层是α-和β-葡聚糖的混合物，第2层是糖蛋白的网状结构，葡聚糖与糖蛋白结合起来，第3层主要是蛋白质，最内层主要是几丁质，几丁质的微纤维嵌入蛋白质结构中。与酵母和细菌的细胞壁一样，真菌细胞壁的强度和聚合物的网状结构有关，不仅如此，它还含有几丁质或纤维素的纤维状结构，所以强度有所提高。

### 植物细胞
对于已生长结束的植物细胞壁可分为初生壁和次生壁两部分。
初生壁是细胞生长期形成的。
次生壁是细胞停止生长后，在初生壁内部形成的结构。
目前，较流行的初生细胞壁结构是由Lampert等人提出的“经纬”模型，依据这一模型，纤维素的微纤丝以平行于细胞壁平面的方向一层一层敷着在上面，同一层次上的微纤丝平行排列，而不同层次上则排列方向不同，互成一定角度，形成独立的网络，构成了细胞壁的“经”，模型中的“纬”是结构蛋白（富含羟脯氨酸的蛋白），它由细胞质分泌，垂直于细胞壁平面排列，并由异二酪氨酸交联成结构蛋白网，径向的微纤丝网和纬向的结构蛋白网之间又相互交联，构成更复杂的网络系统。半纤维素和果胶等胶体则填充在网络之中，从而使整个细胞壁既具有刚性又具有弹性。
在次生壁中，纤维素和半纤维素含量比初生壁增加很多，纤维素的微纤丝排列得更紧密和有规则，而且存在木质素（酚类组分的聚合物）的沉积。因此次生壁的形成提高了细胞壁的坚硬性，使植物细胞具有很高的机械强度。

## 细胞破碎技术
目前已发展了多种细胞破碎方法，以便适应不同用途和不同类型的细胞壁破碎。
破碎方法可规纳为机械法和非机械法两大类。

### 机械法
- 高压匀浆破碎法（homogenization）

高压匀浆器是常用的设备，它由可产生高压的正向排代泵（positive displacenemt pump）和排出阀（discharge valve）组成，排出阀具有狭窄的小孔，其大小可以调节。细胞浆液通过止逆阀进入泵体内，在高压下迫使其在排出阀的小孔中高速冲出，并射向撞击环上，由于突然减压和高速冲击，使细胞受到高的液相剪切力而破碎。在操作方式上，可以采用单次通过匀浆器或多次循环通过等方式，也可连续操作。为了控制温度的升高，可在进口处用干冰调节温度，使出口温度调节在20℃左右。在工业规模的细胞破碎中，对于酵母等难破碎的及浓度高或处于生长静止期的细胞，常采用多次循环的操作方法。
- 振盪珠擊破碎法 (Shaking Bead)

將等體積的小量組織樣品與高密度的ZircoBeads放入可密封的2ml螺旋蓋微量管中，再加入緩衝液與穩定成份到1.5ml的體積，用6500RPM振盪機高速上下振動8秒，休息8秒，再振動8秒即可.此方法是目前最快且一次可處理最多樣品的方法. 一台機器最多可以在一天處理2400支樣品.對小量且多樣的人很方便.
- 高速搅拌珠研磨破碎法（fine grinding）

研磨是常用的一种方法，它将细胞悬浮液与玻璃小珠、石英砂或氧化铝等研磨剂一起快速搅拌，使细胞获得破碎。在工业规模的破碎中，常采用高速珠磨机 。
- 超声波破碎法（ultrasonication）

超声波破碎法利用超声波振荡器发射的15-25kHz的超声波探头处理细胞悬浮液。
超声波振荡器有不同的类型，常用的为电声型，它是由发生器和换能器组成，发生器能产生高频电流，换能器的作用是把电磁振荡转换成机械振动。超声波振荡器以可分为槽式和探头直接插入介质两种型式，一般破碎效果后者比前者好。

### 非机械法
- 渗透压冲击破碎法（osmotic shock）

渗透压冲击是较温和的一种破碎方法，将细胞放在高渗透压的溶液中（如一定浓度的甘油或蔗糖溶液），由于渗透压的作用，细胞内水分便向外渗出，细胞发生收缩，当达到平衡后，将介质快速稀释，或将细胞转入水或缓冲液中，由于渗透压的突然变化，胞外的水迅速渗入胞内，引起细胞快速膨胀而破裂。
- 冻融破碎法（freezing and thawing）

将细胞放在低温下冷冻（约-15℃），然后在室温中融化，反复多次而达到破壁作用。由于冷冻，一方面能使细胞膜的疏水键结构破裂，从而增加细胞的亲水性能，另一方面胞内水结晶，形成冰晶粒，引起细胞膨胀而破裂。对于细胞壁较脆弱的菌体，可采用此法。 
- 酶溶破碎法（enzyme lysis）

酶解是利用溶解细胞壁的酶处理菌体细胞，使细胞壁受到部分或完全破坏后，再利用渗透压冲击等方法破坏细胞膜，进一步增大胞内产物的通透性。溶菌酶（lysozyme）适用于革兰氏阳性菌细胞的分解，应用于革兰氏阴性菌时，需辅以EDTA使之更有效地作用于细胞壁。
真核细胞的细胞壁不同于原核细胞，需采用不同的酶。
- 化学破碎法（chemical treatment）

采用化学法处理可以溶解细胞或抽提胞内组分。常用酸、碱、表面活性剂和有机溶剂等化学试剂 
- 去垢剂破碎法（detergents）

## 蛋白质复性
利用包含体与细胞碎片的密度差，用离心法将包含体与细胞碎片和可溶性蛋白质分开，获得了干净的包含体，再对包含体溶解复性。这样首先就摆脱了大量的杂蛋白、核酸、热原、内毒素等杂质，使后面的分离纯化简单了。从这个角度上讲，包含体的形成对分离纯化亦有好处。

## 外部連結
- （页面存档备份，存于）